# Constance Wu
Constance Tian Min Wu (em chinês: 吳恬敏; romaniz.: Wú Tiánmǐn (Pinyin); Wu2 T'ien2-min3 (Wade–Giles); ngô͘ tiām bín (Língua taiwanesa); nascida em Richmond, 22 de março de 1982), mais conhecida como Constance Wu, é uma atriz e cantora norte-americana. Conhecida por atuar na série Fresh Off the Boat, foi indicada aos Prémios Globo de Ouro de 2019 e ao Prémios Screen Actors Guild 2019 por Crazy Rich Asians (2018). Também participou da série EastSiders e protagonizou o filme Hustlers. 

## Biografia
A carreira de Wu começou em Nova York, assumindo uma variedade de papéis coadjuvantes no cinema e na televisão. Ela apareceu em filmes independentes como Stephanie Daley (2006), O Arquiteto (2006) e Ano do Peixe (2007), e na telinha, interpretou personagens auxiliares em Law & Order: Unidade de Vítimas Especiais, Covert Affairs e por um breve tempo em 2007, interpretou Laudine Lee no One Life to Live da ABC 
Wu nasceu em 19 de março de 1982, em Richmond, Virgínia. Os pais de Wu mudaram-se para Taiwan, e seu pai trabalhou na Virginia Commonwealth University como professor de biologia, enquanto sua mãe construiu sua carreira como programadora de computadores. 
Wu é a terceira de quatro garotas de sua família e, ainda jovem, envolveu-se em programas de teatro locais. Em 2005, Wu se formou em direito pela Universidade Estadual de Nova York, no Conservatório de Artes Teatrais de Purchase, e considerou brevemente a possibilidade de se formar em psicolinguística na Columbia University.  